# Costuleni
Costuleni es una comuna ubicada en el distrito de Iași, Rumania.

## Superficie
Cuenta con una superficie de 65,21 kilómetros cuadrados.

## Demografía
Hasta 2021 la población era de 4080 habitantes, con una densidad de población de 62,57 habitantes por kilómetro cuadrado.